# 로니 러브
로니 러브(Loni Love, 1971년 7월 12일 ~ )는 미국의 코메디언, 사회자, 배우이다.